# 스핀-1/2

공간의 한 점은 엉키지 않고 계속 회전할 수 있다. 360° 회전 후 나선형이 시계 방향과 반시계 방향 사이를 전환하는 것을 주목하라. 720° 완전히 회전한 후 원래 구성으로 돌아온다.

양자역학에서 스핀은 모든 기본 입자의 고유한 특성이다. 일반 물질을 구성하는 입자인 모든 알려진 페르미온은 ⁠1/2⁠의 스핀을 가진다. 스핀 수는 입자가 완전히 한 바퀴 회전하는 동안 얼마나 많은 대칭 면을 가지는지를 나타낸다. ⁠1/2⁠의 스핀은 입자가 시작했을 때와 동일한 구성을 가지려면 두 바퀴 완전히 회전해야 (720°를 통해) 함을 의미한다.
순 스핀 ⁠1/2⁠를 가진 입자에는 양성자, 중성자, 전자, 중성미자, 쿼크가 포함된다. 스핀-⁠1/2⁠ 물체의 동역학은 고전물리학을 사용하여 정확하게 설명될 수 없으며, 이는 양자역학을 필요로 하는 가장 간단한 시스템 중 하나이다. 따라서 스핀-⁠1/2⁠ 시스템의 동작 연구는 양자역학의 중심 부분을 이룬다.

## 슈테른-게를라흐 실험
반정수 스핀 도입의 필요성은 실험적으로 슈테른-게를라흐 실험의 결과로 거슬러 올라간다. 원자 빔이 강한 이질적인 자기장을 통과할 때, 원자의 고유 각운동량에 따라 N 부분으로 나뉜다. 은 원자의 경우 빔이 두 부분으로 나뉘는 것이 발견되었는데, 이는 바닥 상태가 정수가 될 수 없음을 의미한다. 왜냐하면 원자의 고유 각운동량이 가능한 가장 작은 (0이 아닌) 정수인 1일지라도, 빔은 3부분으로 나뉠 것이기 때문이다. 이는 Lz = −1, +1, 0에 해당하는 원자로, 여기서 0은 단순히 −1과 +1 사이에 있는 값으로 알려져 있으며, 그 자체로 정수이므로 이 경우 유효한 양자화된 스핀 수이다. 두 개의 편광된 양자 상태 사이에 이 가상의 "추가 단계"가 존재하면 세 번째 양자 상태, 즉 세 번째 빔이 필요하게 되는데, 이는 실험에서 관찰되지 않는다. 결론은 은 원자가 순 고유 각운동량 ⁠1/2⁠를 가졌다는 것이다.

## 일반적인 특성

스핀- 입자에 대한 스핀 각운동량 원뿔의 경험적 묘사.

스핀-⁠1/2⁠ 물체는 모두 페르미온이며 (스핀-통계 정리로 설명되는 사실) 파울리 배타 원리를 만족한다. 스핀-⁠1/2⁠ 입자는 스핀 방향을 따라 영구적인 자기 모멘트를 가질 수 있으며, 이 자기 모멘트는 스핀에 의존하는 전자기 상호작용을 유발한다. 스핀 발견에 중요했던 그러한 효과 중 하나는 제이만 효과이다. 이는 정적 자기장 존재 하에서 스펙트럼 선이 여러 구성 요소로 분할되는 현상이다.
더 복잡한 양자역학 시스템과 달리, 스핀-⁠1/2⁠ 입자의 스핀은 단 두 개의 고유 상태, 또는 스피너의 선형 결합으로 표현될 수 있다. 이들은 전통적으로 스핀 업(spin up)과 스핀 다운(spin down)으로 표시된다. 이 때문에 양자역학적 스핀 연산자는 간단한 2 × 2 행렬로 표현될 수 있다. 이 행렬들을 파울리 행렬이라고 부른다.
생성 및 소멸 연산자는 스핀-⁠1/2⁠ 물체에 대해 구성될 수 있으며, 이들은 다른 각운동량 연산자와 동일한 교환 관계를 따른다.

## 불확정성 원리와의 연관성
일반화된 불확정성 원리의 한 결과는 스핀 투영 연산자 (x, y 또는 z와 같은 주어진 방향을 따른 스핀을 측정하는)가 동시에 측정될 수 없다는 것이다. 물리적으로, 이것은 입자가 회전하는 축이 잘 정의되지 않는다는 것을 의미한다. 스핀의 z-성분 측정은 이전에 얻었을 수도 있는 x- 및 y-성분에 대한 모든 정보를 파괴한다.

## 수학적 설명
스핀-⁠1/2⁠ 입자는 스핀 s에 대한 각운동량 양자수가 ⁠1/2⁠로 특징지어진다. 슈뢰딩거 방정식의 해에서 각운동량은 이 숫자에 따라 양자화되므로, 총 스핀 각운동량은 다음과 같다.
{\displaystyle S={\sqrt {{\tfrac {1}{2}}\left({\tfrac {1}{2}}+1\right)}}\ \hbar ={\tfrac {\sqrt {3}}{2}}\hbar .}
그러나 z축과 같이 한 축을 따라 전자를 관찰할 때 관찰되는 미세 구조는 자기양자수의 관점에서 양자화되며, 이는 이 총 각운동량의 벡터 성분의 양자화로 볼 수 있으며, {\textstyle \pm {\frac {1}{2}}\hbar } 값만 가질 수 있다.
각운동량에 대한 이 값들은 환산 플랑크 상수 (모든 광자의 각운동량)의 함수이며, 질량이나 전하에는 의존하지 않는다.

### 복소 위상
수학적으로 양자역학적 스핀은 고전적인 각운동량처럼 벡터로 설명되지 않는다. 이는 스피너라고 불리는 두 개의 성분을 가진 복소수 벡터로 설명된다. 스피너와 벡터는 좌표 회전 하에서 행동에 미묘한 차이가 있는데, 이는 복소수 필드 상의 벡터 공간의 행동에서 비롯된다.
스피너가 360° (한 바퀴) 회전하면 그 음수로 변환되고, 다시 360° 회전하면 다시 초기 값으로 변환된다. 이것은 양자 이론에서 입자 또는 시스템의 상태가 복소수 확률 진폭 (파동 함수) {\displaystyle \psi }로 표현되고, 시스템이 측정될 때 {\displaystyle \psi } 상태에서 시스템을 찾을 확률은 진폭의 절댓값의 제곱인 {\textstyle \left\vert \psi ^{2}\right\vert =\psi *\psi }와 같기 때문이다. 수학적으로는 양자 힐베르트 공간은 회전군 SO(3)의 사영 표현을 지닌다.
회전 가능한 검출기가 어떤 상태를 검출할 확률이 검출기의 회전에 영향을 받는 입자를 측정한다고 가정해 보자. 시스템이 360° 회전하면 관찰된 출력과 물리학은 처음과 동일하지만, 스핀-⁠1/2⁠ 입자의 경우 진폭이 -1 또는 360°의 절반 위상 변화 요인에 의해 변경된다. 확률이 계산될 때, -1은 제곱되어 (−1)2 = 1이 되므로 예측된 물리학은 시작 위치와 동일하다. 또한, 스핀-⁠1/2⁠ 입자에는 두 가지 스핀 상태만 있으며, 두 상태의 진폭이 동일한 -1 요인에 의해 변경되므로, 더 높은 스핀의 경우와 달리 간섭 효과는 동일하다. 복소 확률 진폭은 직접 관찰할 수 없는 이론적 구성물이다.
만약 확률 진폭이 검출기와 같은 양만큼 회전했다면, 장비가 180° 회전했을 때 -1 요인만큼 변경되었을 것이고, 이는 제곱하면 시작 시와 동일한 출력을 예측했을 것이다. 그러나 실험은 이것이 틀렸음을 보여준다. 검출기가 180° 회전하면 스핀-⁠1/2⁠ 입자의 결과는 회전하지 않았을 때와 다를 수 있으므로, 이론의 예측이 실험과 일치하도록 하기 위해 절반 요인이 필요하다.
더 직접적인 증거의 측면에서, 스핀-⁠1/2⁠ 입자의 360° 회전과 720° 회전 사이의 차이에 대한 물리적 효과는 중성자 간섭계의 고전적인 실험에서 실험적으로 관찰되었다. 특히, 스핀 정렬된 스핀-⁠1/2⁠ 입자의 빔이 분할되고, 빔 중 하나만 운동 방향의 축을 중심으로 회전한 후 원래 빔과 재결합되면, 회전 각도에 따라 다른 간섭 효과가 관찰된다. 360° 회전의 경우 상쇄 효과가 관찰되는 반면, 720° 회전의 경우 빔은 상호 강화된다.

### 비상대론적 양자역학
스핀-⁠1/2⁠ 입자의 양자 상태는 스피너라고 불리는 두 개의 성분으로 이루어진 복소수 벡터로 설명될 수 있다. 입자의 관측 가능한 상태는 스핀 연산자 Sx, Sy, Sz 및 총 스핀 연산자 S에 의해 찾아진다.

#### 관측량
스피너가 양자 상태를 설명하는 데 사용될 때, 세 가지 스핀 연산자 (Sx, Sy, Sz)는 파울리 행렬이라고 불리는 2 × 2 행렬로 설명될 수 있으며, 이들의 고유값은 {\textstyle \pm {\frac {1}{2}}\hbar }이다.
예를 들어, 스핀 투영 연산자 Sz는 z 방향으로의 스핀 측정에 영향을 미친다.
{\displaystyle S_{z}={\frac {\hbar }{2}}\sigma _{z}={\frac {\hbar }{2}}{\begin{bmatrix}1&0\\0&-1\end{bmatrix}}}
Sz의 두 고유값, {\textstyle \pm {\frac {1}{2}}\hbar }는 다음 고유 스피너에 해당한다.
{\displaystyle \chi _{+}={\begin{bmatrix}1\\0\end{bmatrix}}=\left\vert {s_{z}{=}{+\textstyle {\frac {1}{2}}}}\right\rangle =|{\uparrow }\rangle =|0\rangle }
{\displaystyle \chi _{-}={\begin{bmatrix}0\\1\end{bmatrix}}=\left\vert {s_{z}{=}{-\textstyle {\frac {1}{2}}}}\right\rangle =|{\downarrow }\rangle =|1\rangle .}
이 벡터들은 스핀-⁠1/2⁠ 입자를 설명하는 힐베르트 공간의 완전한 기저를 형성한다. 따라서 이 두 상태의 선형 결합은 x 및 y 방향을 포함한 모든 가능한 스핀 상태를 나타낼 수 있다.
사다리 연산자는 다음과 같다.
{\displaystyle S_{+}=\hbar {\begin{bmatrix}0&1\\0&0\end{bmatrix}}\qquad S_{-}=\hbar {\begin{bmatrix}0&0\\1&0\end{bmatrix}}}
{\displaystyle S_{\pm }=S_{x}\pm iS_{y}}이므로, {\textstyle S_{x}={\frac {1}{2}}(S_{+}+S_{-})} 및 {\textstyle S_{y}={\frac {1}{2i}}(S_{+}-S_{-})}가 된다. 따라서:
{\displaystyle S_{x}={\frac {\hbar }{2}}\sigma _{x}={\frac {\hbar }{2}}{\begin{bmatrix}0&1\\1&0\end{bmatrix}}}
{\displaystyle S_{y}={\frac {\hbar }{2}}\sigma _{y}={\frac {\hbar }{2}}{\begin{bmatrix}0&-i\\i&0\end{bmatrix}}}
이들의 정규화된 고유 스피너는 통상적인 방법으로 찾을 수 있다. {\textstyle S_{x}}의 경우:
{\displaystyle \chi _{+}^{(x)}={\frac {1}{\sqrt {2}}}{\begin{bmatrix}1\\1\end{bmatrix}}=\left\vert {s_{x}{=}{+\textstyle {\frac {1}{2}}}}\right\rangle }
{\displaystyle \chi _{-}^{(x)}={\frac {1}{\sqrt {2}}}{\begin{bmatrix}1\\-1\end{bmatrix}}=\left\vert {s_{x}{=}{-\textstyle {\frac {1}{2}}}}\right\rangle }
{\textstyle S_{y}}의 경우:
{\displaystyle \chi _{+}^{(y)}={\frac {1}{\sqrt {2}}}{\begin{bmatrix}1\\i\end{bmatrix}}=\left\vert {s_{y}{=}{+\textstyle {\frac {1}{2}}}}\right\rangle }
{\displaystyle \chi _{-}^{(y)}={\frac {1}{\sqrt {2}}}{\begin{bmatrix}1\\-i\end{bmatrix}}=\left\vert {s_{y}{=}{-\textstyle {\frac {1}{2}}}}\right\rangle }

### 상대론적 양자역학
비상대론적 양자역학이 3차원 공간과 시간으로 묘사되는 동역학과 함께 힐베르트 공간에서 2차원으로 스핀 ⁠1/2⁠을 정의하는 반면, 상대론적 양자역학은 힐베르트 공간에서 4차원으로 스핀을 정의하고 4차원 시공간으로 동역학을 묘사한다.

#### 관측량
상대론에서 시공간의 4차원적 특성 결과로, 상대론적 양자역학은 스핀 연산자와 관측량을 설명하기 위해 4 × 4 행렬을 사용한다.

## 역사
물리학자 폴 디랙이 슈뢰딩거 방정식을 아인슈타인의 상대성이론과 일치하도록 수정하려 했을 때, 그는 결과로 나오는 디랙 방정식에 행렬을 포함시킴으로써만 가능함을 발견했고, 이는 파동이 여러 성분을 가져야 하며 스핀으로 이어진다는 것을 암시했다.
4π 스피너 회전은 야키르 아하로노프와 레너드 서스킨드가 1967년에 제안한 후, 헬무트 라우흐와 공동 연구자들이 1974년에 중성자 간섭계를 사용하여 실험적으로 검증했다.

## 같이 보기
- 사영 표현

## 내용주
1. 1 2  Resnick, R.; Eisberg, R. (1985). 《Quantum Physics of Atoms, Molecules, Solids, Nuclei and Particles》 2판. John Wiley & Sons. ISBN 978-0-471-87373-0.
2. ↑  Atkins, P. W. (1974). 《Quanta: A Handbook of Concepts》. Oxford University Press. ISBN 0-19-855493-1.
3. ↑  Peleg, Y.; Pnini, R.; Zaarur, E.; Hecht, E. (2010). 《Quantum Mechanics》 2판. McGraw Hill. ISBN 978-0-071-62358-2.
4. ↑  Nave, C. R. (2005). “Electron Spin”. 조지아 주립 대학교.
5. 1 2  Rauch, Helmut; Werner, Samuel A. (2015). 《Neutron Interferometry: Lessons in Experimental Quantum Mechanics, Wave-Particle Duality, and Entanglement》. USA: Oxford University Press.
6. ↑  Griffiths, David J. (2018). 《Introduction to quantum mechanics》. Darrell F. Schroeter 3판. Cambridge, United Kingdom: Cambridge University Press. ISBN 978-1-107-18963-8. OCLC 1030447903.
7. ↑  McMahon, D. (2008). 《Quantum Field Theory》. USA: McGraw Hill. ISBN 978-0-07-154382-8.
8. ↑  Rauch, H.; Zeilinger, A.; Badurek, G.; Wilfing, A.; Bauspiess, W.; Bonse, U. (October 1975). 《Verification of coherent spinor rotation of fermions》. 《Physics Letters A》 54. 425–427쪽. Bibcode:1975PhLA...54..425R. doi:10.1016/0375-9601(75)90798-7. ISSN 0375-9601.
9. ↑  Aharonov, Yakir; Susskind, Leonard (1967년 6월 25일). 《Observability of the Sign Change of Spinors under 2⁢𝜋 Rotations》. 《Physical Review》 158. 1237–1238쪽. doi:10.1103/PhysRev.158.1237.

## 더 읽어보기
- Feynman, Richard (1963). “Volume III, Chapter 6. Spin One-Half”. 파인만의 물리학 강의. 칼텍.
- Penrose, Roger (2007). 《현실로 가는 길》. Vintage Books. ISBN 978-0-679-77631-4.